# Turnu Măgurele
Turnu Măgurele é uma cidade da Roménia, no judeţ (distrito) de Teleorman com 28.297 habitantes.

## Demografia
| Ano  | População | Fonte         |
| ---- | --------- | ------------- |
| 1900 | 8.668     |               |
| 1977 | 32.341    | censo oficial |
| 1992 | 36.966    | censo oficial |
| 2002 | 30.187    | censo oficial |
| 2006 | 28.297    | estimativa    |